# Оловская, Паулина
Полина Оловская или Паулина Оловска (пол. Paulina Olowska; род. 1976, Гданьск, Польша) — современная польская художница.

## Образование
- School of the Art Institute of Chicago (BFA 1996)
- Academy of Fine Arts, Gdansk, Poland (MFA 1995)

## Творчество
Для проекта на 5-й Берлинской биеннале Полина Оловска обратилась к творчеству другой польской художницы, Zofia Stryjenska (1891—1974). Серия монументальных гуашей состояла из монохромных копий цветных работ Zofia Stryjenska, отсылающих к ар деко, славянской мифологии и народному творчеству. Творчество художницы включает рисунки, коллажи, живопись, инсталляции и перформансы, для неё характерно использование иконографии польской истории, например, пропагандистских материалов 1960-х. Оловска часто обращается к творчеству других художников. Выставка Attention à la Peinture (недоступная ссылка) (2008) отсылает к коллекции с тем же названием Скьяпарелли и включает одежду сделанную из записанных холстов.

## Персональные выставки
- 2008 Daad Galerie, Berlin (с Sarah Crowner)
- 2008 Attention à la Peinture (недоступная ссылка) Galerie Daniel Buchholz, Кёльн
- 2007 "Salty Water, " Portikus, Франкфурт
- 2007 Noël sur le balcon / Hold the Color, Sammlung Goetz, Мюнхен
- 2007 Nowa Scena Metro Pictures Gallery, Нью-Йорк
- 2006 Galerii Foksal, Варшава
- 2006 The Centre for Contemporary Art, Ujazdowski Castle, Варшава
- 2006 Cabinet Gallery, Лондон
- 2005 Museum Abteiberg, Manchengladbach, Installation, Sammlung Provinzial Versicherung
- 2005 Metaloplastyka (недоступная ссылка), Galerie Daniel Buchholz, Кёльн
- 2004 «Suspicious», billboard project, New Context Gallery, Чикаго
- 2004 «Sie musste die Idee eines Hauses als Metapher verwerfen» Kunstverein Braunschweig
- 2004 «Arriviste» Galerie Akinci, Амстердам
- 2004 Galerie Daniel Buchholz, Кёльн
- 2003 Galerii Foksal, Варшава
- 2003 Cabinet Gallery, Лондон
- 2003 Galerie Daniel Buchholz, Кёльн
- 2002 "Romancing with Avant-garde, " National Gallery, Сопот, Польша
- 2002 «Cu Vi Parolas Esperanton?» Центр современного искусства в Варшаве и 400 мест в публичном пространстве
- 2002 «Married by Powers» (в сотрудничестве с Jill Magid), Centre for Contemporary Art, TENT, Роттердам
- 2001 «Plastyczna Integracja» (c Люси Маккензи), Festiwal Malarstwa, Sciennego, Kliniczna, Гданьск
- 2001 "Abstraction in Process, " Sebra Gallery, Tartu, Эстония
- 2001 «Heavy Duty» (c Люси Маккензи), Inverleith House,Эдинбург
- 2000 "Abstraktsioontaatluses, " Sebra Galeriis, Гданьск
- 2000 "Summer Discount, " Bagette Gallery, Гданьск
- 2000 «For Spring…,» Entropia Gallery, Wroclaw, Польша
- 1999 «Triumph of Youth», Thesis Exhibitions, Academy of Fine Arts, Гданьск
- 1999 «Who likes sport style», Telhal 59 Gallery, Лиссабон
- 1998 «Two Strangers on Satumus» (with H. Lund), Royal Academy of Fine Arts in The Hague, Голландия